# Haya van Someren
Haya Victoria van Someren-Downer, geboren als Gerarda Victoria Downer, (Amsterdam, 5 juli 1926 - Rotterdam, 12 november 1980) was een Nederlands politica. Namens de Volkspartij voor Vrijheid en Democratie (VVD) was zij onder meer van 20 maart 1959 tot 1 oktober 1968 lid van de Tweede Kamer en van 17 september 1974 tot aan haar overlijden van de Eerste Kamer. Ook was ze van 29 maart 1969 tot 15 maart 1975 partijvoorzitter.

## Levensloop
Van Someren werd geboren in een doopsgezind gezin, maar werd later remonstrants. Haar vader was een makelaar in tabak. Ze had twee oudere broers en was zelf een nakomertje. Al vanaf haar prille jeugd noemde ze zich Haya. Haar ouders en broers waren lid van de NSB, wat tot spanningen met haar klasgenoten en tussen Haya en haar ouders leidde. Van 1938 tot 1946 volgde ze het gymnasium in haar geboorteplaats. Ze behaalde zowel het diploma gymnasium-α, als dat van gymnasium-β. In 1946 begon zij aan de Universiteit van Amsterdam met de studies wijsbegeerte en geschiedenis. Ze vond dat deze universiteit bestond uit "betweterige, onverdraagzame, linkse onderwijsgevenden en studenten" en ging daarom in 1948 aan de Vrije Universiteit studeren, maar van beide studies haalde ze in 1953 alleen het kandidaats. Ze woonde in 1948 de oprichtingsvergadering bij van de VVD en werd actief in de afdeling Amsterdam. Van Someren werd in 1949 ook lid van de JOVD. Ze had aan de Tweede Wereldoorlog een hekel aan totalitaire regimes overgehouden en koos voor de VVD vanwege de grote nadruk op de vrije ontwikkeling van het individu. In 1953 kwam ze als journaliste in dienst van dagblad De Telegraaf, eerst tot 1958 op de kunstredactie en later op de parlementaire redactie.
In 1959 werd ze gekozen tot lid van de Tweede Kamer voor de VVD. Ze was met 32 jaar het jongste vrouwelijke Kamerlid tot dan toe. In de Tweede Kamer hield ze zich aanvankelijk vooral bezig met onderwijs en omroepzaken. Zo was ze woordvoerder van haar partij bij de behandeling van de Mammoetwet, waarvan ze een fel tegenstandster was. Daarnaast pleitte ze - eveneens vergeefs - voor toelating van commerciële televisie op het verzuilde Nederlandse tv- en radionet. Op 19 augustus 1965 werd ze het eerste vrouwelijke Kamerlid van Nederland dat tijdens haar Kamerlidmaatschap moeder werd. Op 6 februari 1968 stemde ze - tegen de wens van haar fractievoorzitter - voor het per direct stoppen van Amerikaanse bombardementen op Noord-Vietnam en voor het verzoek aan alle strijdende partijen in de Vietnamoorlog om de vijandelijkheden per direct te staken en over te gaan tot vredesonderhandelingen. Later dat jaar stapte ze uit de Tweede Kamer om meer tijd te kunnen besteden aan de opvoeding van haar kind. Van 2 juni 1966 tot maart 1969 was ze lid van Provinciale Staten van Zuid-Holland en van 22 september 1970 tot september 1974 van de Rijnmondraad.
In 1969 werd Haya van Someren voorzitter van de VVD en daarmee de eerste vrouw in Nederland in een dergelijke functie. Tijdens haar voorzitterschap groeide het ledental van de VVD van 30.000 naar 80.000. Samen met Hans Wiegel en Harm van Riel was Haya van Someren (de drie H's) jarenlang gezichtsbepalend voor de koers van de VVD.
Op 7 januari 1974 werd haar oorspronkelijke eerste voornaam Gerarda, bij beschikking van de arrondissementsrechtbank te Amsterdam, officieel gewijzigd in Haya.
In 1974 werd ze lid van de Eerste Kamerfractie van de VVD, vanaf 1976 was ze ook fractievoorzitter. Als Eerste Kamerlid stemde ze met Guus Zoutendijk als enigen van de VVD-fractie voor de onafhankelijkheid van Suriname. Ze stemde tegen een wetsvoorstel dat abortus mogelijk moest maken. Bij de kabinetsformatie van 1977 werd haar naam genoemd als minister van Onderwijs, maar vanwege ziekte moest ze daarvan afzien.
Haya van Someren overleed op 12 november 1980 op 54-jarige leeftijd aan kanker, in het academisch ziekenhuis Dijkzigt in haar woonplaats Rotterdam.

## Vernoemingen
Vanwege haar aandacht voor training en opleiding tijdens haar voorzitterschap is het opleidingsinstituut van de VVD sinds 1981 naar Haya van Someren vernoemd: de Haya van Somerenstichting. In Coevorden, Delft, Deventer, Kudelstaart, Rijen, Tilburg, Zaandam en Bergen bevindt zich een Haya van Somerenstraat, in Pijnacker, Zeist en Amstelveen een Haya van Somerenlaan. Amsterdam, Spijkenisse en Zutphen kennen respectievelijk een Haya van Someren-Downerstraat, -pad en -laan. In Oosterhout (Noord-Brabant) bevindt zich eveneens een "Van Someren-Downerlaan" en in Hoofddorp is de Haya van Somerensingel naar haar vernoemd.
Tevens is in het Tweede Kamergebouw een commissiezaal naar haar vernoemd.

## Biografieën

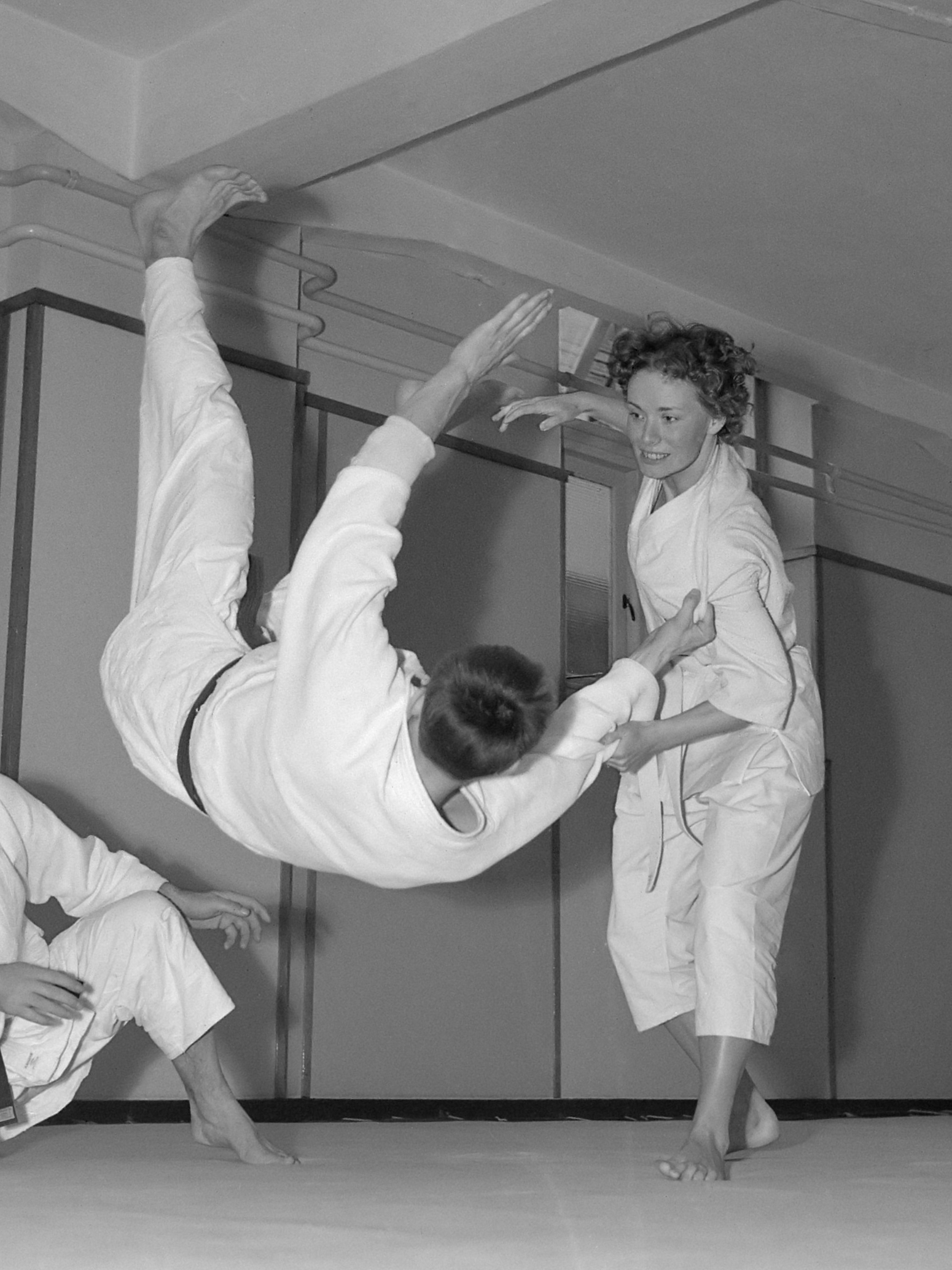
Haya van Someren vloert haar tegenstander (1961)

Jan van Zanen publiceerde in 1994 de biografie Haya. Haya van Someren-Downer. Vrouw voor Vrijheid en Democratie.
Ter gelegenheid van het veertigjarig bestaan van de Haya van Somerenstichting verzocht de stichting aan historica en journaliste Alies Pegtel ook een biografie over haar te schrijven. De stichting en de VVD vonden dat Pegtel daarin te veel aandacht had geschonken aan het NSB-verleden van haar ouders; de stichting trok haar handen af van de uitgave, die verscheen in 2015 en als titel meekreeg: Haya van Someren-Downer. Liberaal activiste. Pegtel, alsook NIOD-directeur Marjan Schwegman, pareerden die kritiek door te stellen dat het NSB-lidmaatschap Van Someren-Downers verdere leven beïnvloed heeft.

## Privé
Haya van Someren sprak met een geaffecteerde stem en was een liefhebber van judo en hockey. Ze was meerdere jaren lid van de Nederlandse Padvindersvereniging, onder meer als akela. Op 26 oktober 1954 trouwde ze met de jurist Jan van Someren (1918-1993). Uit dit huwelijk werd een zoon geboren.